# دینامیک اجسام صلب

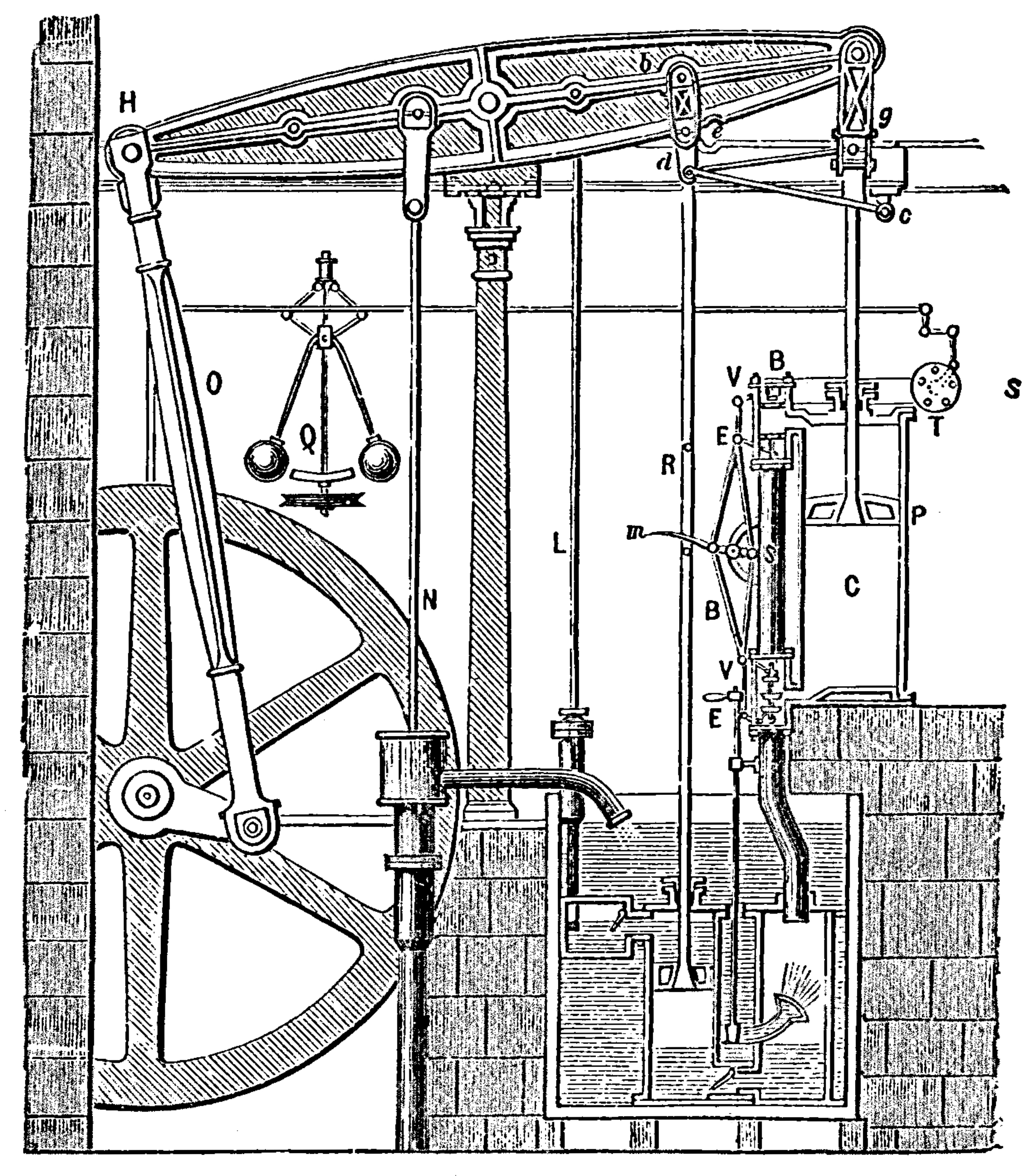
طرحی که موتور بخار طراحی شده توسط Boulton & Watt را نشان میدهد

دینامیک اجسام صلب (به انگلیسی: Rigid body dynamics) شاخه‌ای از علم مکانیک است که به مطالعهٔ حرکت سیستم‌های به هم پیوستهٔ تحت رفتار (کنش) نیروهای خارجی می‌پردازد. فرض صلب بودن جسم به این معنی است که اجسام بکار گرفته شده تحت تأثیر نیروهای بکار رفته تغییر شکل نمی‌دهند، و این برای ساده گردانیدن تحلیل؛ با کاهش دادن توصیف پارامترهایی که در مورد هر قطعه (جسم) در حالت‌های انتقال و دَوَران جسم آمده‌اند، است و آن توصیف‌ها را ساده می‌کند. این تعریف شامل اجسامی که رفتار سیال، الاستیک شدید و پلاستیک دارند نمی‌شود.
سیستم دینامیکی یک جسم صلب با استفاده از قوانین سینماتیک با استفاده از قانون دوم نیوتن (سینتیک) یا فرم مشتقاتی آن در مکانیک لاگرانژی توصیف می‌شود. حل این معادلات حرکت توصیفی از موقعیت، جابجایی (حرکت) و شتاب هر یک از اجزای سیستم و کل سیستم را به صورت تابعی از زمان ارائه می‌دهد. فرمول‌بندی و حل دینامیک اجسام صلب ابزار مهمی در شبیه‌سازی کامپیوتری سیستم‌های مکانیکی است.